# Debitore
Il debitore è colui al quale fa capo la situazione passiva di un rapporto obbligatorio; il soggetto che si trova in tale situazione (soggetto passivo appunto) è tenuto ad adempiere alla prestazione (oggetto del rapporto) nei confronti del creditore (soggetto attivo). Il debitore è di conseguenza responsabile dell'eventuale inadempimento, di cui risponde con tutti i suoi beni presenti e futuri, la cosiddetta garanzia patrimoniale (Codice civile, articoli: 1175,1176,1199.).